# Agía Anastassía (Arcadie)
Agía Anastassía (grec moderne : Αγία Αναστασία) est une localité située dans le dème de Cynourie-du-Nord, dans le district régional d'Arcadie, dans la périphérie du Péloponnèse, en Grèce.
Selon le recensement de 2021, elle compte 31 habitants.